# Brian Gross
Brian Gross (ur. 1976 w Cedar Rapids, w stanie Iowa) – amerykański aktor telewizyjny i filmowy oraz scenarzysta.
Po ukończeniu liceum w stanie Iowa (1995), uzyskał dyplom z Zarządzania Międzynarodowego (International Business) w Loyola Marymount University.

## Filmografia

### Filmy fabularne
- 1996: Nieme przyzwolenie (No One Would Tell) jako Przystojniak
- 1996: Serce tygrysa (Tiger Heart) jako Steve
- 2002: Fajna z niego babka jako Frat
- 2002: Ranczo nadziei (Hope Ranch) jako Keith Frazier
- 2006: Agent XXL 2 jako Luke
- 2010: 2001 Maniacs jako Ricky

### Seriale TV
- 1996: Słoneczny patrol jako Brice Armstrong
- 1997: Buffy: Postrach wampirów jako Tor Hauer
- 1999: Luzik Guzik jako Scott Ogden
- 2000: Sabrina, nastoletnia czarownica jako Joe
- 2000: JAG – Wojskowe Biuro Śledcze jako Steve Corcoran
- 2001: Dotyk anioła jako Chase Jennings
- 2001: Strażnik Teksasu jako Doug Jenner
- 2003: CSI: Kryminalne zagadki Miami jako Matt
- 2005: Joey jako Jason
- 2006: Kości jako Kyle Montrose
- 2006: Dowody zbrodni jako Tommy Kelly '04 / '06
- 2006: Las Vegas jako Erik Jinks
- 2007: Ocalić Grace jako Zack
- 2008:Świry jako Lewis
- 2008: CSI: Kryminalne zagadki Nowego Jorku jako Greg Hufheinz
- 2009: Agenci NCIS: Los Angeles jako Navy Seal Morris Raspen
- 2010: Ocalić Grace jako Zack
- 2011: Dwie spłukane dziewczyny jako Steve
- 2012: Jeden gniewny Charlie jako Matt
- 2012: Dwie spłukane dziewczyny jako Steven